# Fairfax Financial
Fairfax Financial Holdings — канадская холдинговая компания, контролирующая ряд страховых компаний в различных регионах мира. Более половины выручки приносит деятельность в США, компания также активна в Канаде, Восточной Европе, Великобритании, Индии.

## История
Компания была основана 13 марта 1951 года под названием Markel Service of Canada. В 1984 году Прем Ватса и Тони Хэмблин основали компанию по управлению активами Hamblin Watsa Investment Counsel, в 1985 году установившую контроль над Markel. В мае 1987 года Markel была переименована в Fairfax Financial Holdings («Fairfax» сокращённо от «fair, friendly acquisitions», «честные дружественные приобретения»).

## Собственники и руководство
С 1985 года компанию возглавляет Виван Прем Ватса (Vivan Prem Watsa, род. 5 августа 1950 года в Индии).

## Деятельность
Основные регионы деятельности:
- Канада — страховые премии за 2020 год составили 2,08 млрд долларов.
- США — страховые премии 11,9 млрд долларов.
- Азия — страховые премии составили 1,43 млрд долларов.
- Другие регионы — страховые премии 3,7 млрд долларов.

Основные составляющие холдинга:
- Northbridge Financial — канадская страховая компания (страхование имущества и от несчастных случаев); страховые премии 2,06 млрд канадских долларов ($1,54 млрд), 1648 сотрудников.
- Odyssey Group — специализированная страховая компания, штаб-квартира в Стамфорде (Коннектикут), офисы в Торонто, Лондоне, Париже, Сингапуре и странах Латинской Америки; страховые премии 3,79 млрд долларов, 1151 сотрудников.
- Crum & Forster — имущественный страховщик США, штаб-квартира в Морристауне (Нью-Джерси), страховые премии 2,54 млрд долларов, 2466 сотрудников.
- Zenith National — страховая компания, базирующаяся в Вудлэндс (Калифорния), специализируется на страховании сотрудников компаний; страховые премии 646 млн долларов, 1458 сотрудников.
- Brit — британская страховая компания, участник страхового рынка Lloyd’s of London; страховые премии 1,78 млрд долларов, 748 сотрудников.
- Allied World — бермудская перестраховочная компания с офисами в США, Канаде, Великобритании и Сингапуре; страховые премии 3,02 млрд долларов, 1551 сотрудник.
- Falcon Insurance — гонконгский имущественный страховщик; страховые премии 656 млн гонконгских долларов ($85 млн), 66 сотрудников.
- Pacific Insurance — малайзийский универсальный страховщик; страховые премии 264 млн малайзийских ринггитов ($63 млн), 431 сотрудник.
- AMAG Insurance — индонезийская страховая компания; страховые премии 562 млрд индонезийских рупий ($39 млн), 719 сотрудников.
- Fairfirst Insurance — страховая компания Шри-Ланки; страховые премии 6,6 млрд ланкийских рупий ($36 млн), 981 сотрудник.
- Colonnade Insurance — страховая группа, зарегистрированная в Люксембурге, работает в Восточной Европе (Чехия, Румыния, Польша, Словакия, Венгрия, Болгария, Украина); страховые премии 150 млн долларов, 519 сотрудников.
- Polish Re — перестраховочная компания со штаб-квартирой в Варшаве, операции в Центральной и Восточной Европе; страховые премии 417 млн злотых ($107 млн), 49 сотрудников.
- Fairfax Ukraine — украинская дочерняя компания, объединяющая двух страховщиков, ARX Insurance (до 2019 году украинский филиал AXA) и «Унiверсальна»; страховые премии 3,6 млрд гривен ($134 млн), 1038 сотрудников.
- Fairfax Brasil — бразильский универсальный страховщик, штаб-квартира в Сан-Паулу; страховые премии 445 млн бразильских реалов ($87 млн), 181 сотрудник.
- Fairfax Latam — имущественный страховщик, базируется в Майами, работает в Латинской Америке (Чили, Аргентина, Колумбия, Уругвай); страховые премии 219 млн долларов, 902 сотрудника.
- Bryte Insurance — имущественный страховщик, базируется в ЮАР, также работает в Ботсване; страховые премии 4 млрд рэндов ($246 млн), 929 сотрудников.
- Group Re — несколько зарегистрированных на Барбадосе перестраховочных компаний, обслуживающих структуры холдинга; страховые премии 241 млн долларов.
- Fairfax India Holdings — холдинг для инвестиций в компании Индии.
- Hamblin Watsa Investment Counsel — компания по управлению активами структур холдинга, штаб-квартира в Торонто.
- Совместные предприятия и доли в страховых компаниях в Кувейте, Греции, Таиланде, Вьетнаме и Индии, страховые премии в сумме 2,56 млрд долларов.

Из выручки 19,8 млрд долларов в 2020 году страховые премии (плата за страховые полисы) составили 19 млрд долларов (из них 14,4 млрд в Северной Америке); страховые выплаты составили 12,2 млрд долларов. 9,1 млрд долларов активов вложены в акции компаний, включая BlackBerry (8 % акций, стоимость пакета 298 млн долларов), Commercial International Bank (5 %, 290 млн долларов), Stelco (15 %, 231 млн долларов), Kennedy Wilson (9 %, 230 млн), Eurobank Ergasias (31 %, 800 млн), Atlas (37 %, 979 млн), Quess (32 %, 356 млн), EXCO Resources (44 %, 238 млн).
В списке крупнейших публичных компаний мира Forbes Global 2000 за 2021 год компания заняла 825-е место, в том числе 510-е по размеру выручки, 496-е по активам и 1427-е по рыночной капитализации.
| Год                 | 2005   | 2006  | 2007  | 2008  | 2009  | 2010  | 2011  | 2012  | 2013   | 2014  | 2015  | 2016   | 2017  | 2018  | 2019  | 2020  |
| ------------------- | ------ | ----- | ----- | ----- | ----- | ----- | ----- | ----- | ------ | ----- | ----- | ------ | ----- | ----- | ----- | ----- |
| Оборот              | 5,901  | 6,804 | 7,510 | 7,826 | 6,636 | 5,967 | 7,475 | 8,023 | 5,945  | 10,02 | 9,580 | 9,300  | 16,22 | 17,76 | 21,53 | 19,79 |
| Чистая прибыль      | -0,447 | 0,228 | 1,096 | 1,474 | 0,857 | 0,336 | 0,045 | 0,527 | -0,573 | 1,633 | 0,568 | -0,513 | 1,741 | 0,376 | 2,004 | 0,218 |
| Активы              | 27,54  | 26,58 | 27,94 | 27,31 | 28,45 | 31,45 | 33,41 | 36,95 | 36,00  | 36,13 | 41,53 | 43,38  | 64,09 | 64,37 | 70,51 | 74,05 |
| Собственный капитал | 2,448  | 2,662 | 4,064 | 4,866 | 7,392 | 7,698 | 7,428 | 7,655 | 7,187  | 8,361 | 8,953 | 8,485  | 12,48 | 11,78 | 13,04 | 12,52 |